# Constantin de Geloes d'Eysden
Constantin César François Maurice Guillaume de Geloes d'Eysden (Luik, 25 september 1786 - Parijs, 30 januari 1861) was een Nederlands edelman.

## Levensloop
Constantin de Geloes was een zoon van graaf Willem de Geloes, baron van Eysden en 's Gravenvoeren, chef van de edele staten van het prinsbisdom Luik, gevolmachtigd gezant aan het Franse hof, en van Marie-Thérèse d'Andelot.
Hij trouwde in 1810 met Marie-Anne de Renesse (1779-1851), dochter van graaf Jean-Louis de Renesse Breidbach. Ze kregen vijf kinderen, met als jongste graaf Théophile de Geloes (1817-1875), die nageslacht had uit zijn huwelijk met de Luikse Caroline Cerfontaine (1825-1867), tot deze familietak in 1960 uitdoofde. De broer van Constantin, graaf Charles de Geloes d'Elsloo (1787-1834), heeft nageslacht tot heden.
De familie De Geloes bewoonde het nu nog bestaande kasteel Eijsden in Eijsden.
Constantin sloot zich aan bij de getrouwen van Napoleon en werd in 1812 beloond door een opname in de empireadel met de titel van baron. Hij was lid van het kiescollege voor de Beneden-Maas.
Hij behoorde tot de eerste groep die onder het Verenigd Koninkrijk der Nederlanden, samen met de erfelijke adelserkenning en de Ridderschap van de provincie Luik, de familietitel van graaf, overdraagbaar op alle afstammelingen, opnieuw verkreeg.
Hij werd lid van de Provinciale Staten van Limburg en kamerheer van koning Willem I. Hij bleef tot de Nederlandse adel behoren, maar de nazaten trouwden met Belgische adel (de Lannoy, de Liedekerke, d'Oultremont de Wegimont).